# Leif Eriksson
Leif Eriksson (óészakiul: Leifr Eiríksson, 970 körül – 1020 körül) viking (izlandi) felfedező. Ő volt az első európai, aki elérte a kontinentális (szárazföldi) Észak-Amerikát – pontosabban a mai Új-Fundland (Kanada) területét.
970 körül született Izlandon Vörös Erik, egy gyilkosságért száműzött (norvégiai születésű) izlandi hajós második fiaként. Erik száműzetése során két telepet is alapított Grönlandon. Leifnek két fiú- (Thorvald és Thorstein) és egy lánytestvéréről (Freydís) tudunk. Két fia született, Thorkell Leifsson és Thorgils Leifsson.
Egyik norvégiai tartózkodása során keresztény hitre tért. A norvég király szolgálatára is tartózkodott Norvégiában, majd onnan tért vissza Grönlandra, ahonnan arra a felfedező útra indult, amelynek során felfedezte a kontinentális Észak-Amerikát.
Az Izlandiak sagája leírja, hogy Leif 1000 körül szállt vízre kb. 35 fős legénységgel. Az első szárazföldet, amit találtak, lapos sziklák borították – ez valószínűleg a mai Baffin-sziget lehetett. Ez után egy erdővel borított, sík földre érkezett, amelyet erdőiről Marklandnak nevezett el – ez lehetett a mai Labrador.
A következő helyen, ahol partra szálltak, meg is telepedtek. Az időjárás enyhe volt, a patakokban pisztrángok és a mezőkön dús fű. Itt maradtak egész télen át. Az egyik ember szőlőt is talált, erről nevezték el a földet Vinlandnak (Borvidék). Bizonyos vélemények szerint azonban nem szőlő volt, amit találtak, hanem csak egy ahhoz hasonlatos gyümölcs, amit szőlőnek gondoltak (egres vagy vörösáfonya).
Letelepedésük után hamarosan találkoztak az észak-amerikai indián törzsekkel is. A jó kapcsolatok kialakítása érdekében lakomára hívták az indián törzs előkelőit, amelyen többek között tejet is felszolgáltak. Az indiánok azonban tejcukor-érzékenyek voltak, a lakoma után rosszul érezték magukat, és arra gyanakodtak, hogy az idegenek megmérgezték őket, így a kapcsolatfelvétel nem igazán sikerült. 
Egy viking saga szerint Leif nem találkozott emberekkel, amikor Amerikában partra szállt. Eriksson hazatért, és elmesélte, hogy mit látott. Ennek hallatára Erik másik fia, Thorvald is vállalkozott az útra, ő azonban 9 emberrel (indiánokkal) találkozott, akiket majdnem megöltek. Egy skraeling, ahogy a vikingek nevezték (ami mai izlandi nyelven barbárt jelent), elmenekült, de hamarosan visszatért íjjal és nyíllal felfegyverkezett  rengeteg társával, akik nem békés szándékkal jöttek. A vikingek keményen harcoltak. A csatában Thorvald meghalt, embereit Vinlandon temették el. 

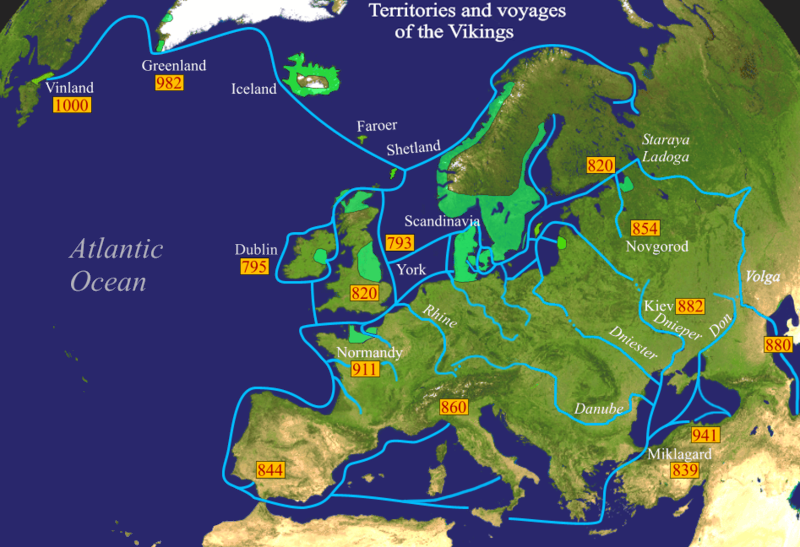
A vikingek utazásai

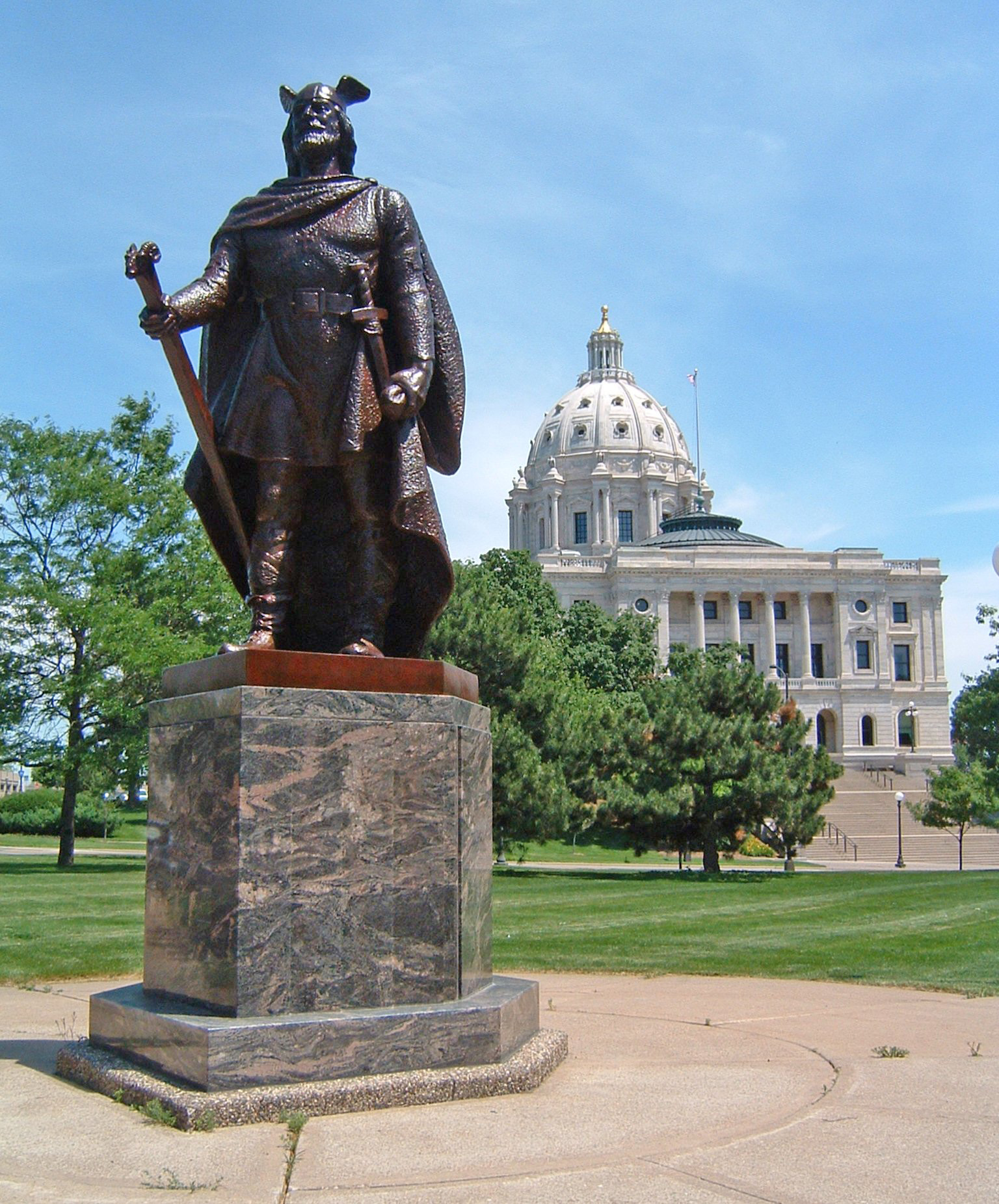
Leif Eriksson szobra Minnesota államban

Az 1950-es és 1960-as években végzett kutatások valószínűvé tették, hogy Leif Eriksson vinlandi telepe azonos az Új-Fundlandon talált L’Anse aux Meadows nevű régészeti lelőhellyel. Az amerikaiak minden október 9-én megtartják a Leif Eriksson napot.

## Leif Eriksson Napja
- https://web.archive.org/web/20081219094755/http://www.sos.state.mn.us/docs/leifericksonday.pdf
- https://web.archive.org/web/20090110002345/http://www.whitehouse.gov/news/releases/2008/10/20081008-5.html